# 불계승
불계승(不計勝)은 바둑에서, 계가를 하지 않고 승리하는 것을 말한다. 일반적으로 상대가 기권을 했을 경우에 이루어진다. 기권한 상대방은 불계패(不計敗)가 된다.